# Back for Good (Modern Talking)
Back for Good är Modern Talkings sjunde album släppt 1998 efter att gruppen återförenats. Låtarna i albumet består av nya versioner från tidigare album, 4 nya låtar, 1 original-låt och 1 medley.

## Låtar
| Nr  | Titel                                    | Längd |
| --- | ---------------------------------------- | ----- |
| 1.  | "You're My Heart, You're My Soul"        | 3:47  |
| 2.  | "Brother Louie"                          | 3:36  |
| 3.  | "I Will Follow You" (ny låt)             | 3:56  |
| 4.  | "Cheri Cheri Lady "                      | 3:00  |
| 5.  | "You Can Win If You Want"                | 3:25  |
| 6.  | "Don't Play With My Heart" (ny låt)      | 3:23  |
| 7.  | "Atlantis Is Calling"                    | 3:20  |
| 8.  | "Geronimo's Cadillac"                    | 3:02  |
| 9.  | "Give Me Peace On Earth"                 | 4:08  |
| 10. | "We Take The Chance" (ny låt)            | 3:59  |
| 11. | "Jet Airliner"                           | 3:51  |
| 12. | "Lady Lai"                               | 4:56  |
| 13. | "Anything Is Possible" (ny låt)          | 3:36  |
| 14. | "In 100 Years"                           | 3:53  |
| 15. | "Angie's Heart"                          | 3:28  |
| 16. | "You're My Heart, You're My Soul"        | 3:10  |
| 17. | "You Can Win If You Want (Original-låt)" | 3:40  |
| 18. | "No. 1 Hit Medley"                       | 7:03  |